# Synpalamides escalantei
Synpalamides escalantei is een vlinder uit de familie Castniidae. De wetenschappelijke naam van de soort is, als Castnia escalantei, voor het eerst geldig gepubliceerd in 1976 door J.Y. Miller.
De soort komt voor in het Neotropisch gebied.